# Convair C-131 Samaritan
Convair C-131 Samaritan là một loại máy bay vận tải quân sự của Hoa Kỳ, được hãng Convair sản xuất từ năm 1954 tới 1956. Đây là phiên bản quân sự của loại Convair CV-240.

## Biến thể

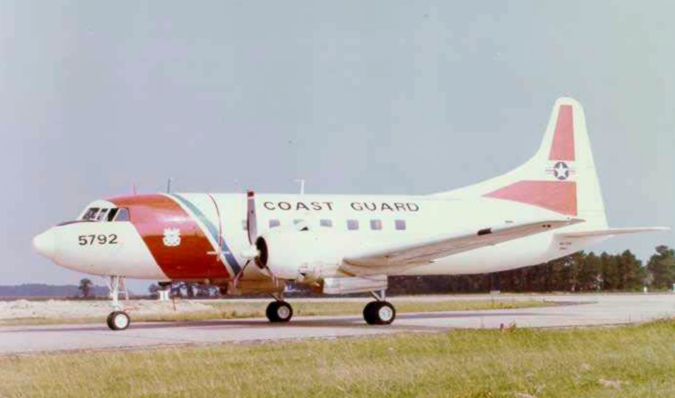
HC-131A của bảo vệ bờ biển Hoa Kỳ.

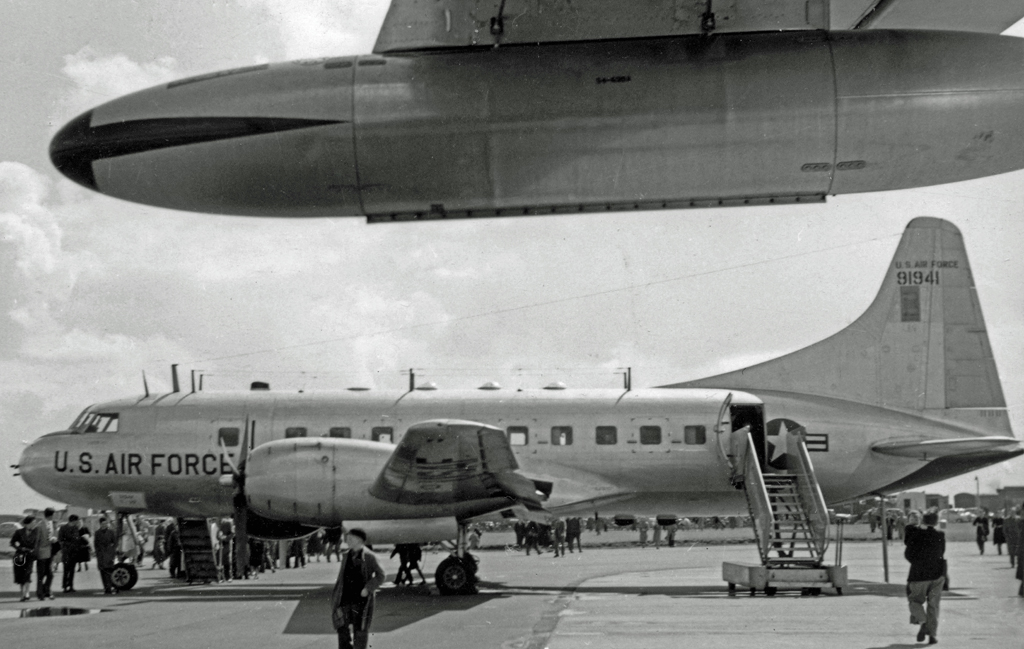
Convair T-29A dùng để huấn luyên jdanax đường cho không quân Hoa Kỳ

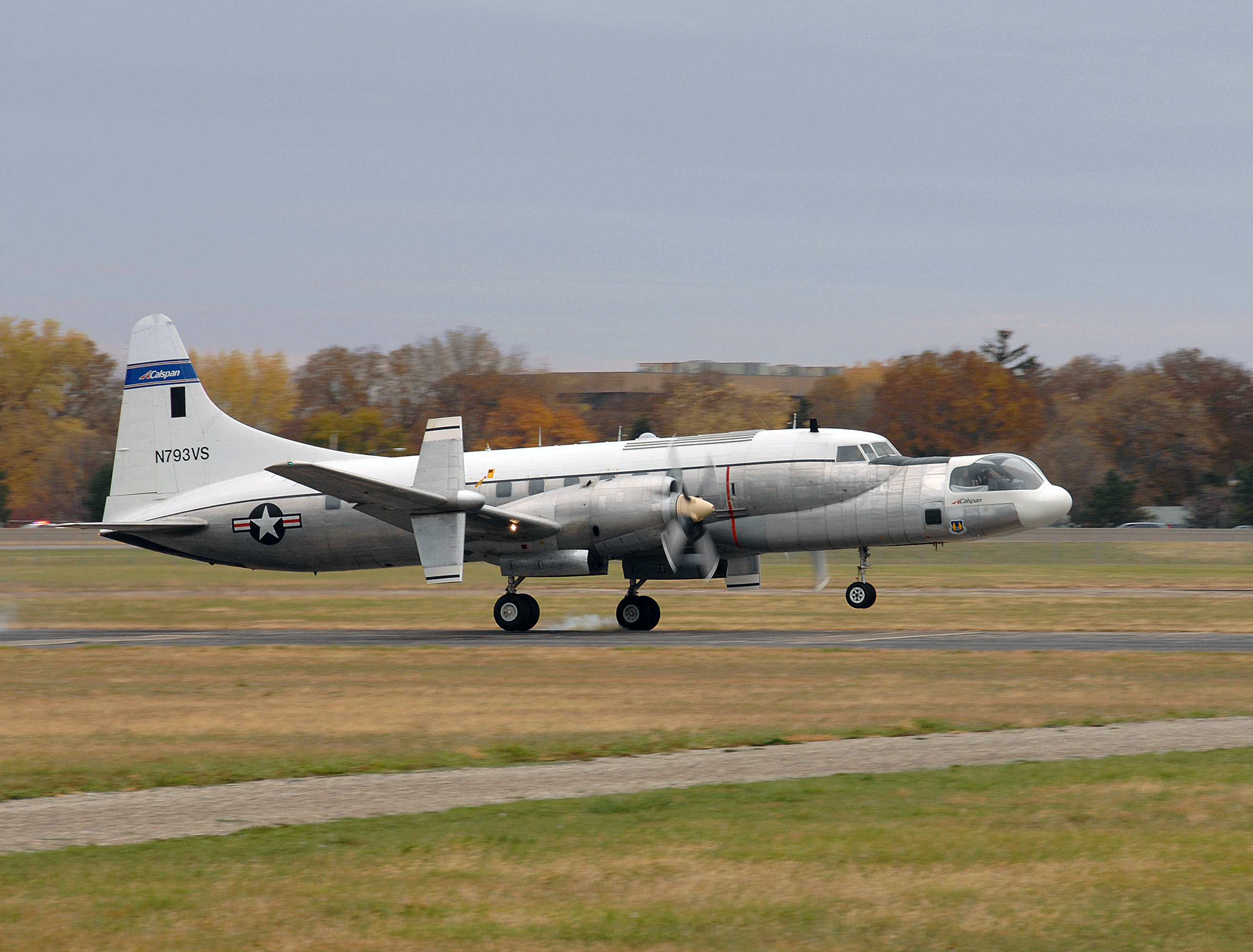
NC-131H Total-In-Flight Simulator tại căn cứ không quân Wright-Patterson, Ohio

C-131A
HC-131A
MC-131A
VC-131A
C-131B
JC-131B
NC-131B
VC-131B
YC-131C
C-131D
VC-131D
C-131E
TC-131E
C-131F
RC-131F
VC-131F
C-131G
EC-131G
RC-131G
VC-131G
C-131H
NC-131H
R4Y-1
R4Y-1Z
R4Y-2
R4Y-2Q
R4Y-2S
XT-29
T-29A
VT-29A
T-29B
NT-29B
VT-29B
T-29C
AT-29C
ET-29C
VT-29C
T-29D
ET-29D
VT-29D
XT-29E
YT-32

## Quốc gia sử dụng
Paraguay
- Không quân Paraguay[1]

 Hoa Kỳ
- Không quân Hoa Kỳ
- Hải quân Hoa Kỳ
- Bảo vệ Bờ biển Hoa Kỳ
- NASA

## Tính năng kỹ chiến thuật (C-131B)
Dữ liệu lấy từ  Hoa Kỳ Military Aircraft since 1909
Đặc điểm tổng quát
- Kíp lái: 4
- Sức chứa: 48 hành khách
- Chiều dài: 79 ft 2 in (24,14 m)
- Sải cánh: 105 ft 4 in (32,11 m)
- Chiều cao: 28 ft 2 in (8,59 m)
- Diện tích cánh: 920 ft² (85,5 m²)
- Trọng lượng rỗng: 29.248 lb (13.294 kg)
- Trọng lượng cất cánh tối đa: 47.000 lb (21.363 kg)
- Động cơ: 2 × Pratt & Whitney R-2800-99 "Double Wasp", 2.500 hp (1.865 kW)  mỗi chiếc

 Hiệu suất bay 
- Vận tốc cực đại: 293 mph (255 knot, 472 km/h)
- Vận tốc hành trình: 254 mph (221 knot, 409 km/h)
- Tầm bay: 450 mi (391 nmi, 725 km)
- Trần bay: 24.500 ft (7.470 m)
- Vận tốc lên cao: 1.410 ft/phút (7,2 m/s)